# Элементарные функции
Элемента́рные фу́нкции — функции, которые можно получить с помощью конечного числа арифметических действий и композиций из следующих основных элементарных функций:
- степенная функция с любым действительным показателем;
- показательная и логарифмическая функции;
- тригонометрические и обратные тригонометрические функции.

Каждую элементарную функцию можно задать формулой, то есть набором конечного числа символов, соответствующих используемым операциям. Все элементарные функции непрерывны на своей области определения.
Иногда к основным элементарным функциям относят также гиперболические и обратные гиперболические функции, хотя они могут быть выражены через перечисленные выше основные элементарные функции.

## Элементарные функции по Лиувиллю
Рассматривая функции комплексного переменного, Лиувилль определил элементарные функции несколько шире. Элементарная функция {\displaystyle y(x)} переменной {\displaystyle x} — аналитическая функция, которая может быть представлена как алгебраическая функция {\displaystyle y(x)=\phi (x,z_{1},...,z_{r}),} причём:
- {\displaystyle z_{1}} является логарифмом или экспонентой от некоторой алгебраической функции {\displaystyle g_{1}(x),}
- {\displaystyle z_{2}} является логарифмом или экспонентой от некоторой алгебраической функции {\displaystyle g_{2}(x,z_{1}),}

...
- {\displaystyle z_{r}} является логарифмом или экспонентой от некоторой алгебраической функции {\displaystyle g_{r}(x,z_{1},...,z_{r-1}).}

Например, {\displaystyle y(x)=\sin(x)} — элементарная функция в этом смысле, поскольку она является алгебраической функцией от показательной функции {\displaystyle e^{ix}:}
{\displaystyle \sin(x)={\frac {(e^{ix})^{2}-1}{2ie^{ix}}}.}
Вообще, с помощью указанного тождества все тригонометрические и обратные тригонометрические функции можно выразить через логарифмы, экспоненты, арифметические действия, а также операцию взятия квадратного корня. Разумеется, при этом будет использована мнимая единица {\displaystyle i={\sqrt {-1}}.}
Функция {\displaystyle y(x)=e^{e^{x}}} тоже является элементарной, поскольку её можно представить в виде:
{\displaystyle y(x)=\phi (x,z_{1},z_{2}),} где {\displaystyle z_{1}=e^{x},\ z_{2}=e^{z_{1}},\ \phi (x,z_{1},z_{2})=z_{2}.}
Не ограничивая общности рассмотрения, можно считать функции {\displaystyle z_{1},\dots ,z_{r}} алгебраически независимыми. Это означает, что алгебраическое соотношение {\displaystyle \psi (x,z_{1},...,z_{r})=0} может выполняться для всех {\displaystyle x}, только если коэффициенты полинома {\displaystyle \psi (x,z_{1},...,z_{r})} равны нулю.

## Дифференцирование элементарных функций
Производная элементарной функции всегда является элементарной функцией и может быть найдена за конечное число действий. Именно, по правилу дифференцирования сложной функции
{\displaystyle y'(x)={\frac {d}{dx}}\phi (x,z_{1},\dots ,z_{r})={\frac {\partial \phi }{\partial x}}+\sum \limits _{i=1}^{r}{\frac {\partial \phi }{\partial z_{i}}}{\frac {dz_{i}}{dx}},}
где {\displaystyle z_{1}'(z)} равно или {\displaystyle g_{1}'/g_{1}} или {\displaystyle z_{1}g_{1}'} в зависимости от того, логарифм ли {\displaystyle z_{1}} или экспонента и т. д. На практике удобно использовать таблицу производных.

## Интегрирование элементарных функций
Интеграл элементарной функции не всегда сам является элементарной функцией. Наиболее распространённые функции, интегралы которых найдены, собраны в таблице интегралов. В общем случае проблема интегрирования элементарных функций решается алгоритмом Риша, основанном на теореме Лиувилля:
Теорема Лиувилля. Если интеграл от элементарной функции {\displaystyle y=\phi (x,z_{1},\dots z_{r})} сам является элементарной функцией, то он представим в виде
{\displaystyle \int \phi (x,z_{1}(x),\dots ,z_{r}(x))\,dx=\sum \limits _{i}A_{i}\ln(\psi _{i}(x,z_{1},\dots z_{r}))+\psi _{0}(x,z_{1},\dots ,z_{r})+C,}
где {\displaystyle A_{i}} — некоторые комплексные числа, а {\displaystyle \psi _{i}} — алгебраические функции своих аргументов.
Доказательство этой теоремы Лиувилль основал на следующем принципе. Если интеграл от {\displaystyle y} берётся в элементарных функциях, то верно
{\displaystyle \int \phi (x,z_{1}(x),\dots z_{r}(x))\,dx=\psi (x,z_{1}(x),\dots z_{s}(x))+\operatorname {const} }
где {\displaystyle \psi } — алгебраическая функция, {\displaystyle z_{r+1}} — логарифм или экспонента алгебраической функции {\displaystyle x,z_{1},\dots z_{r}} и т. д. Функции {\displaystyle z_{1},\dots z_{s}} являются алгебраически независимыми и удовлетворяют некоторой системе дифференциальных уравнений вида
{\displaystyle z_{1}'=\rho _{1}(x,z_{1},\dots ,z_{s}),\dots }
где {\displaystyle \rho _{i}} — алгебраические функции своих аргументов. Если {\displaystyle z_{1}=z_{1}(x,C),\dots } — семейство решений этой системы, то
{\displaystyle \int \phi (x,z_{1}(x,C),\dots )\,dx=\psi (x,z_{1}(x,C),\dots z_{s}(x,C))+\operatorname {const} }
откуда
{\displaystyle \psi (x,z_{1}(x),\dots )=\psi (x,z_{1}(x,C),\dots z_{s}(x,C))+f(C)}
Для некоторых классов интегралов эта теорема позволяет весьма просто исследовать разрешимость в элементарных функциях задачи об интегрировании.

### Интегрирование функций видаp(x)eq(x){\displaystyle p(x)e^{q(x)}}
Следствие теоремы Лиувилля (См. Ритт, с. 47 и сл.). Если интеграл
{\displaystyle \int p(x)e^{q(x)}\,dx,}
где {\displaystyle p,q} — полиномы, берётся в элементарных функциях, то
{\displaystyle \int p(x)e^{q(x)}\,dx=r(x)e^{q(x)}},
где {\displaystyle r(x)} — тоже некоторый полином, удовлетворяющий дифференциальному уравнению
{\displaystyle r'+q'(x)r=p(x)}
Пример. В частности, интеграл
{\displaystyle \int e^{x^{2}}\,dx}
не берётся, поскольку подстановка
{\displaystyle r=Ax^{n}+\dots \quad (A\not =0)}
в уравнение
{\displaystyle r'+2xr=1}
даёт {\displaystyle A=0}. Интеграл же
{\displaystyle \int xe^{x^{2}}\,dx}
берётся, поскольку
{\displaystyle r'+2xr=x}
имеет решение {\displaystyle r=1/2}. При этом, конечно,
{\displaystyle \int xe^{x^{2}}\,dx={\frac {e^{x^{2}}}{2}}+\operatorname {const} }
Доказательство следствия. В силу теоремы Лиувилля
{\displaystyle \int p(x)e^{q(x)}\,dx=\psi _{0}(x,e^{q(x)})+\sum A_{i}\ln \psi _{i}(x,e^{q(x)})+\operatorname {const} }
Тогда в силу принципа Лиувилля при произвольной константе {\displaystyle C} верно
{\displaystyle \int p(x)Ce^{q(x)}\,dx=\psi _{0}(x,Ce^{q(x)})+\sum A_{i}\ln \psi _{i}(x,Ce^{q(x)})+f(C)}
Дифференцируя по {\displaystyle C} и полагая {\displaystyle C=1}, видим, что интеграл выражается алгебраически через {\displaystyle x,e^{q(x)}}, то есть
{\displaystyle \int p(x)e^{q(x)}\,dx=\psi (x,e^{q(x)}).}
Опять применяя принцип Лиувилля, имеем
{\displaystyle C\psi (x,e^{q(x)})=\psi (x,Ce^{q(x)})+f(C).}
Дифференцируя по {\displaystyle C} и полагая {\displaystyle C=1}, имеем
{\displaystyle \psi (x,z)=z{\frac {\partial \psi (x,z)}{\partial z}}+B\quad (B=\operatorname {const} )}
при {\displaystyle z=e^{q(x)}}, а следовательно, в силу алгебраической независимости {\displaystyle x,e^{q(x)}}, при всех {\displaystyle x,z}. Поэтому
{\displaystyle \psi (x,z)=-B+zr(x),}
где {\displaystyle r} — некоторая алгебраическая функция {\displaystyle x}. Таким образом,
{\displaystyle \int p(x)e^{q(x)}\,dx=r(x)e^{q(x)}+\operatorname {const} ,}
Коль скоро сам интеграл заведомо является целой функцией {\displaystyle x}, то {\displaystyle r} — полином. Следствие доказано.

### Интегрирование алгебраических функций
Наиболее сложным оказался вопрос об интегрировании в элементарных функциях функций алгебраических, то есть о взятии абелевых интегралов, которому посвящены обширные исследования Вейерштрасса, Пташицкого и Риша.
Теорема Лиувилля является основой для создания алгоритмов символьного интегрирования элементарных функций, реализуемых, напр., в Maple.
См. также: Список интегралов элементарных функций 

## Вычисление пределов
Теория Лиувилля не распространяется на вычисление пределов. Неизвестно, существует ли алгоритм, который по заданной элементарной формулой последовательности даёт ответ, имеет ли она предел или нет. Например, открыт вопрос о том, сходится ли последовательность {\displaystyle {\frac {1}{n^{3}\sin n}}}.